# Achill Rumpold
Achill Rumpold (* 14. Juni 1974; † 27. Februar 2018) war ein österreichischer Politiker (ÖVP). Von Jänner bis August 2012 war er Landesrat in der Kärntner Landesregierung Dörfler II.

## Ausbildung und Beruf
Rumpold besuchte nach der Volksschule in Klagenfurt und Himmelberg die Sporthauptschule in Feldkirchen und absolvierte danach das Oberstufenrealgymnasium in Feldkirchen. Er studierte danach Rechtswissenschaften an der Universität Graz und schloss sein Studium mit dem akademischen Grad Mag. jur. ab. Er arbeitet zwischen 2002 und 2004 als politischer Referent von Georg Wurmitzer und war danach zwischen 2004 und 2007 Büroleiter von Landesrat Josef Martinz. 2007 übernahm er die Funktion des Landesparteisekretärs der ÖVP Kärnten und hatte die Leitung in den Bereichen Politik, Öffentlichkeitsarbeit und Medien inne.

## Politik
Rumpold begann seine politische Laufbahn als Obmann der Jungen Volkspartei (JVP) von Sirnitz, wobei er diese Funktion von 2000 bis 2005 innehatte. Er war zudem ab 2003 JVP Bezirksobmann von Feldkirchen und ab 2003 Vizebürgermeister in Sirnitz. Nach dem Rückzug von Landesrat Martinz wurde Rumpold am 19. Jänner 2012 mit 18 von 33 abgegebenen Stimmen zu seinem Nachfolger in der Landesregierung Dörfler II gewählt und übernahm die Ressorts Landwirtschaft, EU, Gewerbe, Tourismus, Wirtschaft, Gemeinden, Personal bzw. Sonderbedarfszuweisungen.
Am 2. August 2012 wurde bekanntgegeben, dass Rumpold als Landesrat zurücktreten werde, da der neue geschäftsführende Parteiobmann Gabriel Obernosterer ein neues Team zusammenstellen wolle. Ihm folgte Wolfgang Waldner nach, der bis dahin Staatssekretär im Außenministerium war.
Rumpold wohnte in Albeck. Er starb 43-jährig an einer Krebserkrankung. Er wurde am Friedhof in Sirnitz (Gemeinde Albeck) bestattet.